# Seconda battaglia di Challans
La seconda battaglia di Challans è stata una battaglia della Prima guerra di Vandea combattuta l'6 giugno 1794 a Challans.

## Antefatto
Alla fine del mese di maggio, Jean Nicolas Stofflet aveva unito le sue truppe con quelle di François Charette al villaggio di Bésilière, della parrocchia di Legé. I repubblicani comandati dal generale Jacques Dutruy avevano preso la palude di Le Perrier, le miniere e i raccolti e 50 000 capi di bestiame. Era importante per vandeani rioccupare questi territori per poter rifornire il loro esercito.
Il 30 maggio, Charette partì per primo e sconfisse il battaglione d'Ille-et-Vilaine comandato dal generale Brière. Stofflet partì a sua volta ma le sue forze furono indebolite lungo la strada e in uno scontro perse viveri e parte delle munizioni. I vandeani, alla fine furono presto raggiunti dalle truppe di Charles Sapinaud e si misero in marcia su Challans con l'intenzione di conquistarla.

## La battaglia
Challans era difesa dal battaglione della Côte d'Or e dal battaglione di Orléans comandati dai generali Dutruy e Boussard, che avevano rinforzato le loro postazioni.
Il 6 giugno, i vandeani passarono all'attacco ma le truppe di Stofflet, indebolite dalla perdita di viveri e munizioni, furono respinte dal battaglione di Orlèans, mentre quelle di Charette supportate a nord dagli uomini di Sapinaud furono a loro volta respinti dal battaglione della Côte d'Or. Nonostante la loro superiorità numerica, i vandeani finirono per rinunciare e si ritirarono dalla battaglia.

Dopo la battaglia, i tre generali vandeani si separarono, ciascuno tornando al suo paese.